# Newton Abbot
Newton Abbot es una ciudad de mercado y parroquia civil situada en el condado de Devon, en Inglaterra (Reino Unido), con una población estimada a mediados de 2016 de 26 187 habitantes. La ciudad se expandió rápidamente durante la época victoriana ya que aquí es donde se fabricaban las locomotoras de la Compañía de Ferrocarril del Sur de Devon. La ciudad tiene un hipódromo, el más occidental de Inglaterra, una casa solariega jacobina y un parque natural, Decoy. La población está situada a poca distancia de Exeter y de la orilla del canal de la Mancha (océano Atlántico) y está hermanada con Besigheim en Alemania y con Ay en Francia.

## Historia

### Historia temprana
Se han encontrado rastros de habitantes del Neolítico en el Fuerte Berry's Wood Hill cerca de Bradley Manor. El campamento de Milber Down fue construido antes del siglo I a. C. y más tarde ocupado por los romanos, cuyas monedas han sido encontradas allí.
Los restos de un castillo de mota y un bailey normando, conocido como Castle Dyke, se encuentran en Highweek Hill.

### Los mercados
El mercado se lleva celebrando en la ciudad desde hace 750 años, y todavía prospera hoy en día.
El New Town for the Abbots (en inglés) de Torre Abbey, de ahí el nombre de la ciudad, recibió el derecho, entre 1247 y 1251, de celebrar un mercado semanal los miércoles. Gracias a la fuerza del mercado, la ciudad se convirtió rápidamente en una exitosa y próspera fuente de ingresos para los abades.

### Lana y Cuero
En la época medieval Devon era un importante condado de cría de ovejas. Muchas ciudades tenían sus propias industrias de lana y tela; Newton Abbot tenía molinos, batanes, tintoreros, hilanderos, tejedores y sastres de lana. En particular, la esquila de ovejas (en la que se quita la lana de la piel de las ovejas) estaba bien establecida en la ciudad. En 1724 Daniel Defoe escribió que Newton Abbot tenía una próspera industria de sarga que enviaba mercancías a Holanda a través de Exeter. La feria anual de ropa fue el evento más concurrido del año en la ciudad. Durante el siglo XIX, los molinos de Vicary se convirtieron en un importante empleador en la ciudad y en la década de 1920 empleaban más de 400 hombre, sin embargo, para 1972 el comercio había disminuido y las obras se cerraron.
Asociado a la industria de la lana estaba el comercio del cuero. Las pieles que quedaban después del proceso de batanes se convertían en cuero. Curtidores, zapateros, guanteros y talabarteros trabajaban en Newton Abbot. Al igual que la industria de la lana, el comercio floreció más de 600 años hasta después del a Segunda Guerra Mundial.

### El comercio de pescado de Terranova
En 1583 Humphrey Gilbert, un aventurero local desembarcó en San Juan de Terranova y reclamó la zona como colonia inglesa. Las pesquerías se desarrollaron rápidamente y entre 1600 y 1850 hubo un comercio constante entre Newton Abbot y las pesquerías de bacalao de Terranova. Cada año los hombres de la ciudad se reunían en el Dartmouth Inn o el Newfoundland Inn en Calle Este con la esperanza de ser contratados para una temporada de trabajo. En otoño, el bacalao seco se almacenaba en depósitos y a veces se utilizaba como pago, este comercio tuvo una considerable repercusión económica. Anzuelos, cuchillos, botas de agua y cuerdas se hacían en la ciudad. El Rope Walk en la Calle Este, a pocos metros de la Sidrería, todavía existe, junto con los nombre de Newfoundland Way y Calle San Juan.

## Gobernanza
Newton Abbot es la ciudad principal en el distrito electoral del Newton Abbot. El distrito fue creado en 2010, cuando fue ganado por la conservadora Anne Marie Morris.

## Barrios
La parroquia civil de Newton Abbot ha crecido hasta incluir los barrios de las antiguas parroquias civiles de Highweek (al noroeste) y Wolborough (al sur). Otros barrios y suburbios incluyen Abbotsbury, Aller Park, Broadlands, Buckland, Knowles Hill, Milber, Miles End y Newtake.

## Deporte y ocio
Newton Abbot tiene dos clubes de fútbol sin liga: Buckland Athletic F.C., que juega en Homers Heath, y Newton Abbot Spurs A.F.C., que juega en la Recreation Ground. La sede de La Ascociación de Fútbol del Condado de Devon esta en la ciudad.
El club de cricket de Devon del Sur en Newton Abbot se estableció en 1851 y también juega en la Recreation Ground.
La ciudad tiene un club de rugby antiguo, Newton Abbot RFC (establecido en 1873), que juega partidos de casa en Rackerhayes en Kinsteignton.